# Stalag

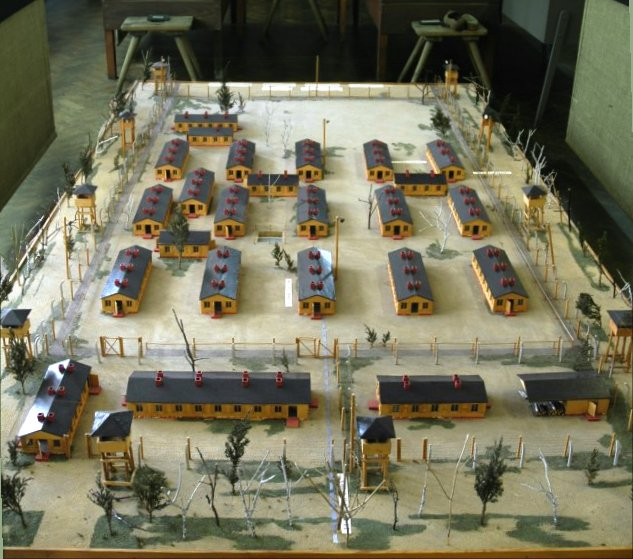
Modello dello Stalag Luft III.

Stalag, abbreviazione di Stammlager che a sua volta è un'abbreviazione di Mannschaftsstamm- und Straflager, è un termine utilizzato per indicare i campi di prigionia tedeschi per i prigionieri di guerra.

## Storia
Secondo la Terza Convenzione di Ginevra del 1929 e secondo quelle che l'hanno preceduta, la Convenzione dell'Aia (1907), parte IV capitolo 2, questi campi sono solo per prigionieri di guerra non civili. Gli Stalag furono in uso nella prima e nella seconda guerra mondiale per i non ufficiali (truppa semplice nell'esercito statunitense, altre truppe nelle forze del Commonwealth britannico).
I prigionieri normalmente venivano catturati, trasportati nelle stazioni ferroviarie (dove bisognava lasciare armi e bagagli che sarebbero arrivati successivamente) e caricati su vagoni piombati in condizioni disumane. Ovviamente i bagagli non arrivavano mai e venivano destinati ai civili e orfani di guerra di razza ariana. In certi casi alcuni prigionieri militari inglesi furono rinchiusi nei ghetti di Vilnius e di Łódź, assieme agli ebrei, zingari, omosessuali, perseguitati politici e criminali comuni.
Dalle cifre reperibili online risulta che dei 3,2 milioni di prigionieri russi e 1,8 delle altre nazionalità (sia civili che militari), poco più di un milione moriranno nei circa 300 campi di concentramento sparsi in tutta la Germania. In questi lager la sopravvivenza era difficile e non tutti riuscirono a superare i molti anni di prigionia. Gli ufficiali erano detenuti in accampamenti a parte, gli Oflag.

## Stalag Luft
Nella seconda guerra mondiale, l'aeronautica tedesca creò gli Stalag Luft per detenere gli avieri ed il personale dell'aviazione nemica, fossero ufficiali o meno.

## Marlag
Per i componenti della Marina militare tedesca c'erano i Marlag. Tutti questi tipi di campi sono stati spesso, tuttavia, descritti col nome Stalag.
Ai civili che erano ufficialmente in forza presso unità militari, come i corrispondenti di guerra, erano prescritti gli stessi trattamenti dei militari.

## Milag
Per i componenti della Marina mercantile tedesca c'erano i Milag. Tutti questi tipi di campi sono stati spesso, tuttavia, descritti col nome Stalag.

## Peculiarità ideologiche
La terza convenzione di Ginevra, Sezione III, Articolo 49, consentiva l'utilizzo come lavoratori forzati dei prigionieri di guerra non appartenenti alla categoria degli ufficiali, purché impiegati nell'agricoltura e nell'industria, che non fosse quella bellica. La convenzione definiva in dettaglio, in articoli successivi della stessa sezione, le condizioni di lavoro, di ricovero e pagamento di questo tipo di manodopera coatta. Durante la seconda guerra mondiale, queste convenzioni vennero ignorate negli stalag, in particolare per i prigionieri russi, polacchi e jugoslavi, in conseguenza della visione ideologica razzista del nazismo, secondo la quale le popolazioni slave erano rassisch minderwertig ("razzialmente inferiori").
A differenza quindi di quanto accadeva dei campi di prigionia delle altre nazioni partecipanti al conflitto, e finanche in difformità con l'impostazione dei cobelligeranti, gli stalag erano strutturati con divisioni in filo spinato che tenevano separati gli appartenenti alle varie nazionalità e per i quali venivano applicati trattamenti diversi. Ai prigionieri delle diverse nazionalità era vietato avere rapporti, con l'eccezione di quelli del Commonwealth e degli statunitensi, per i quali era tollerata la commistione.